# A180 (Russland)
Die A180 „Narwa“ ist eine russische Fernstraße. Sie führt von St. Petersburg in westlicher Richtung nach Iwangorod an der Grenze zu Estland. Bis 1991 verband sie das damalige Leningrad mit der Hauptstadt der damaligen Estnischen Sowjetrepublik, Tallinn. Sie ist Teil der Europastraße 20. Ihr Beiname „Narwa“ rührt von der estnischen Stadt Narva, die gegenüber von Iwangorod auf der anderen Seite der Grenze bzw. des Flusses Narva liegt. Bis 2010 wurde die Straße als Magistrale M11 ausgezeichnet, wurde jedoch zur A180 herabgestuft. Die heutige M11 ist eine Autobahn zwischen Moskau und St. Petersburg.

## Verlauf
0 km – Kolpino
4 km – Querung der M10 (E 95)
9 km – Zarskoje Selo
14 km – Querung der M20
26 km – St. Petersburg
39 km – Kipen
82 km – Tschirkowizy
120 km – Kingissepp
142 km – Iwangorod, Abzweigung der A121, Grenze zu Estland

## Weiterer Verlauf bis 1991
143 km – Narva
169 km – Sillamäe
192 km – Jõhvi, Abzweigung der A 201
201 km – Kohtla-Järve
265 km – Rakvere
281 km – Viitna
314 km – Kuusalu
344 km – Tallinn, Startpunkt der M12, A202 und A205